# Primera División de Zanzíbar
La Primera División de Zanzíbar es la máxima categoría del fútbol de Zanzíbar (Tanzania), se disputa desde 1929, aunque solo desde 2004 recibe el reconocimiento oficial de la CAF.
El equipo campeón obtiene la clasificación a la Liga de Campeones de la CAF.
Desde 1981 hasta 2003, los cuatro primeros del campeonato de Zanzíbar y los cuatro mejores equipos de la Premier League de Tanzania (Liga de Tanganika) compitieron en una liga llamada Union League para determinar el campeón general de fútbol de Tanzania.

## Equipos 2023-24
- Chipukizi SC
- Hard Rock SC
- Jamhuri SC
- JKU SC
- Kipanga SC
- KMKM SC
- Kundemba FC
- KVZ SC
- Maendeleo Manta
- Mafunzo SC
- Malindi SC
- Mlandege FC
- New City FC
- Ngome FC
- Uhamiaji FC
- Zimamoto SC

## Palmarés
- 1929-58 : Desconocido
- 1959 : Malindi FC
- 1960-63 : Desconocido
- 1964 : Malindi FC
- 1965-80 : Desconocido
- 1981 : Ujamaa FC
- 1982 : Ujamaa FC
- 1983 : Small Simba SC
- 1984 : KMKM SC  [*]
- 1985 : Small Simba SC
- 1986 : KMKM SC
- 1987 : Miembeni SC
- 1988 : Small Simba SC
- 1989 : Malindi FC  [*]
- 1990 : Malindi FC
- 1991 : Small Simba SC
- 1992 : Malindi FC  [*]
- 1993 : Shengeni
- 1994 : Shengeni
- 1995 : Small Simba SC
- 1996 : Mlandege FC
- 1997 : Mlandege FC
- 1998 : Mlandege FC
- 1999 : Mlandege FC
- 2000 : Kipanga FC
- 2001 : Mlandege FC
- 2002 : Mlandege FC
- 2003 : Jamhuri FC
- 2004 : KMKM SC
- 2005 : Polisi SC
- 2006 : Polisi SC
- 2007 : Miembeni SC
- 2008 : Miembeni SC
- 2009 : Mafunzo FC
- 2010 : Zanzíbar Ocean View
- 2011 : Mafunzo FC
- 2012 : Super Falcon
- 2012–13: KMKM SC
- 2013–14: KMKM SC
- 2014–15: Mafunzo FC
- 2015–16: Zimamoto FC
- 2016–17: JKU FC
- 2017–18: JKU FC
- 2018–19: KMKM SC
- 2019–20: Mlandege FC
- 2020–21: KMKM SC
- 2021–22: KMKM SC
- 2022–23: KMKM SC
- 2023–24: JKU FC
- 2024–25: Mlandege FC

[*] En estos años el campeón de Zanzíbar ganó también la Liga de Fútbol de Tanzania.

## Títulos por club
| Club                   | Campeón | Años campeón                                         |
| ---------------------- | ------- | ---------------------------------------------------- |
| KMKM SC                | 9       | 1984, 1986, 2004, 2013, 2014, 2019, 2021, 2022, 2023 |
| Mlandege FC            | 8       | 1996, 1997, 1998, 1999, 2001, 2002, 2020, 2025       |
| Small Simba SC         | 5       | 1983, 1985, 1988, 1991, 1995                         |
| Malindi FC             | 5       | 1959, 1964, 1989, 1990, 1992                         |
| Miembeni SC            | 3       | 1987, 2007, 2008                                     |
| Mafunzo FC             | 3       | 2009, 2011, 2015                                     |
| JKU FC                 | 3       | 2017, 2018, 2024                                     |
| Ujamaa FC              | 2       | 1981, 1982                                           |
| Shengeni               | 2       | 1993, 1994                                           |
| Polisi SC              | 2       | 2005, 2006                                           |
| Kipanga FC             | 1       | 2000                                                 |
| Jamhuri FC             | 1       | 2003                                                 |
| Zanzíbar Ocean View FC | 1       | 2010                                                 |
| Super Falcon           | 1       | 2012                                                 |
| Zimamoto FC            | 1       | 2016                                                 |

## Goleadores
| Temporada | Jugador                  | Club     | Goles |
| 2005      | Joseph Malik             | Tembo FC | 8     |
| 2008      | Bakari Mohammed          | Mundu SC | 10    |
| 2009      | Mfanyeje Musa            | Mundu SC | 14    |
| 2020-21   | Maabad Maulid            | KVZ SC   | 17    |
| 2021-22   | Maabad Maulid            | KVZ SC   | 21    |
| 2022-23   | Yassin Mgaza             | KMKM FC  | 17    |
| 2023-24   | Suleiman Mwalim Abdallah | KVZ SC   | 20    |